# 帕卡勞斯區
11°11′10″S 76°38′53″W / 11.18611°S 76.64806°W
帕卡勞斯區（西班牙語：Distrito de Pacaraos），是秘魯的一個區，位於該國中南部利馬大區的瓦拉爾省，面積294平方公里，海拔高度3,331米，2007年人口747，人口密度每平方公里2.5人。